# Lanová dráha na Petřín
Lanová dráha na Petřín je pozemní lanová dráha zajišťující přepravu osob na vrch Petřín v Praze. Převážná část lanovky spadá do území Malé Strany, horní stanice patří do hradčanské části Strahova. Lanovka propojuje tři stanice – Újezd-LD, Nebozízek-LD a Petřín-LD. Dráha je dlouhá 510 m s převýšením 130 m, jednokolejná s výhybnou uprostřed a se systémem tažných lan. Původní lanovka byla v této trase postavena roku 1891, obnovena byla v letech 1932 a 1985. Od září 2024 je lanovka mimo provoz, její rekonstrukce má začít na jaře 2025 a trvat rok.
Vlastníkem a provozovatelem lanovky je Dopravní podnik hl. m. Prahy, správu i provoz zajišťuje organizační jednotka „Provoz Tramvaje“. Lanovka je součástí systému městské hromadné dopravy a Pražské integrované dopravy. Linka není označena číslem, ale písmenným kódem LD. V interním kódování i v některých seznamech linkového vedení je od roku 2017 vedena jako linka č. 49 (od obnovení provozu v roce 1985 byla značena jako linka 40, cca v letech 1987–1996 jako linka 49, a poté od roku 1996 jako linka 99). V roce 2014 lanová dráha přepravila téměř 2 miliony cestujících, schodiště před stanicí Újezd-LD bylo označeno za nejfrekventovanější schodiště v Česku.

## Vznik a vývoj

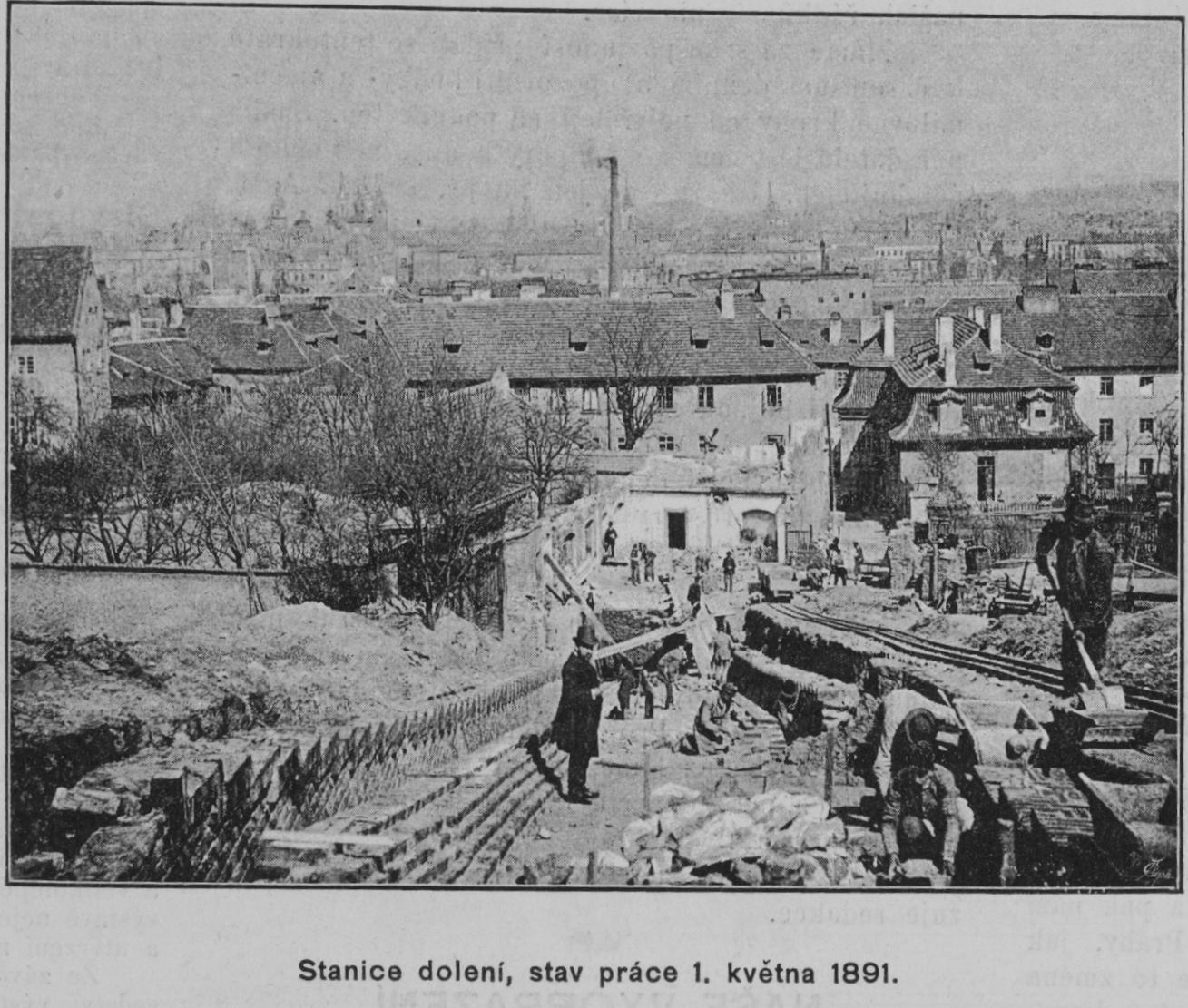
Výstavba dolní části trati, stav k 1. květnu 1891

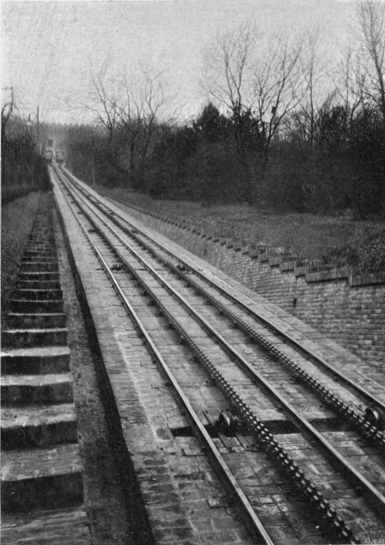
Původní lanovka začátkem 20. století

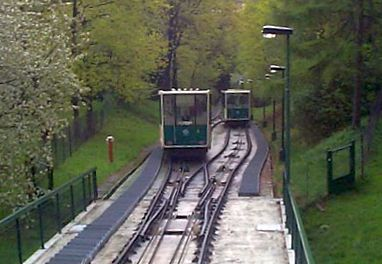
Výhybna s Abtovými výhybkami

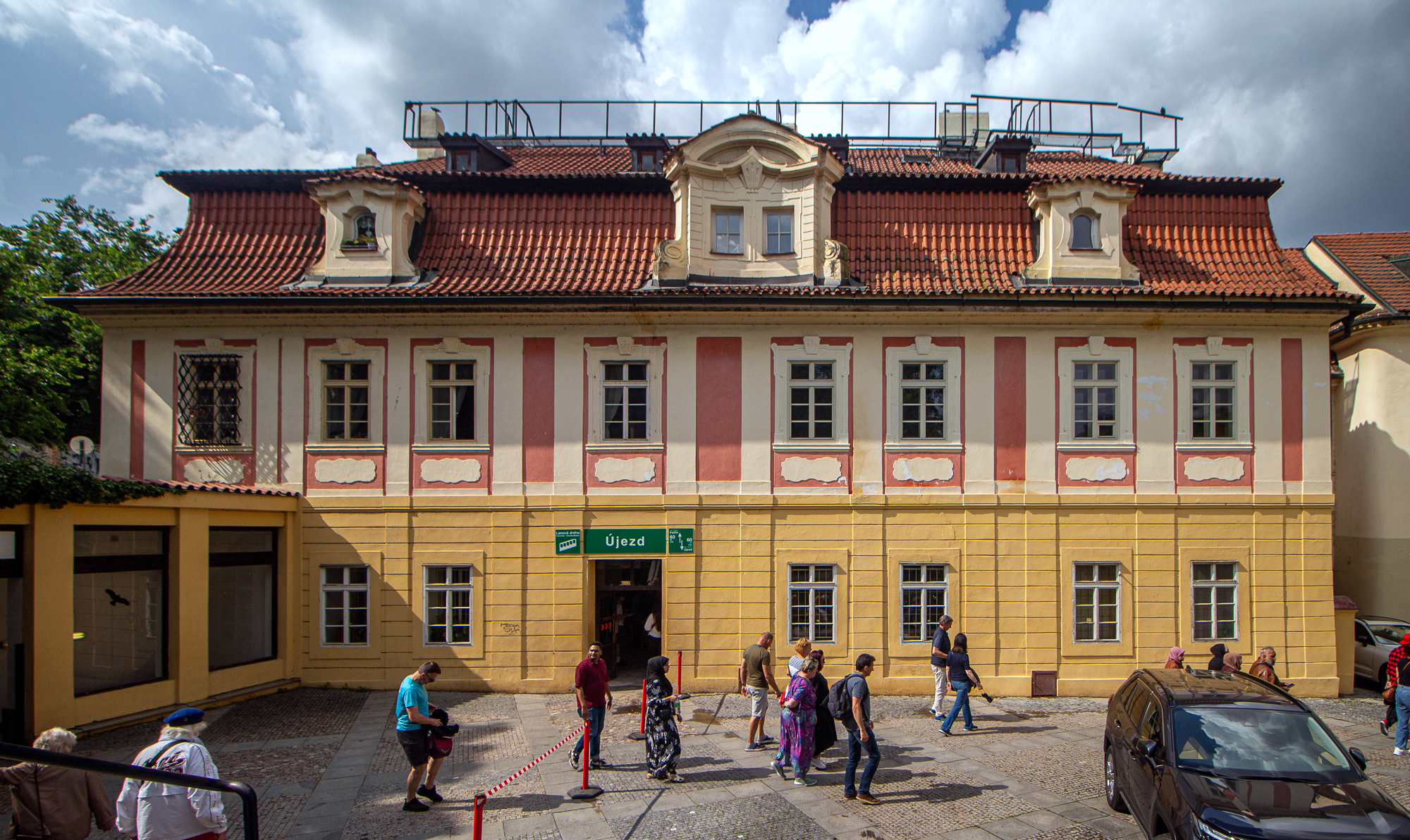
Stanice Újezd-LD

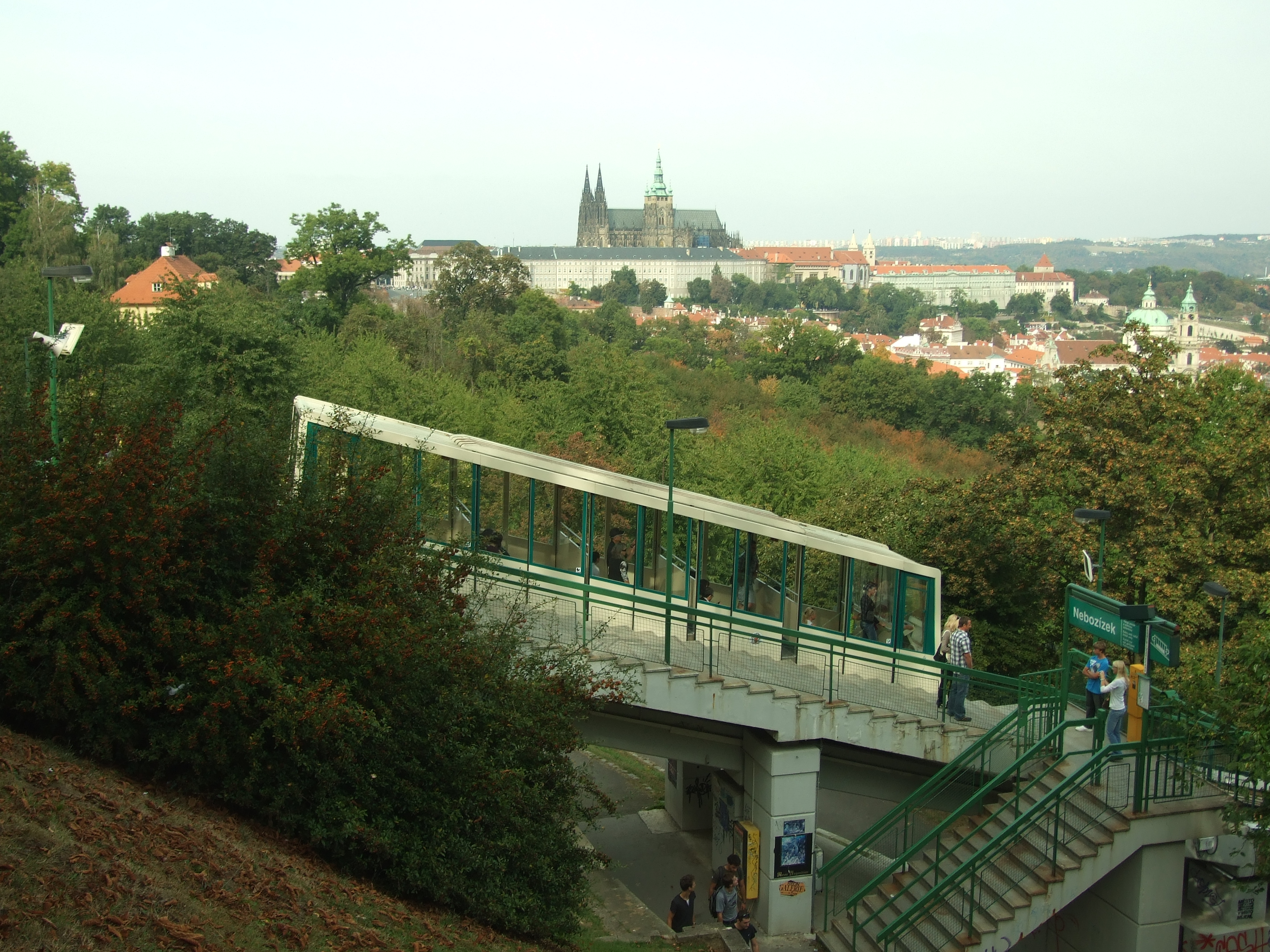
Stanice Nebozízek-LD

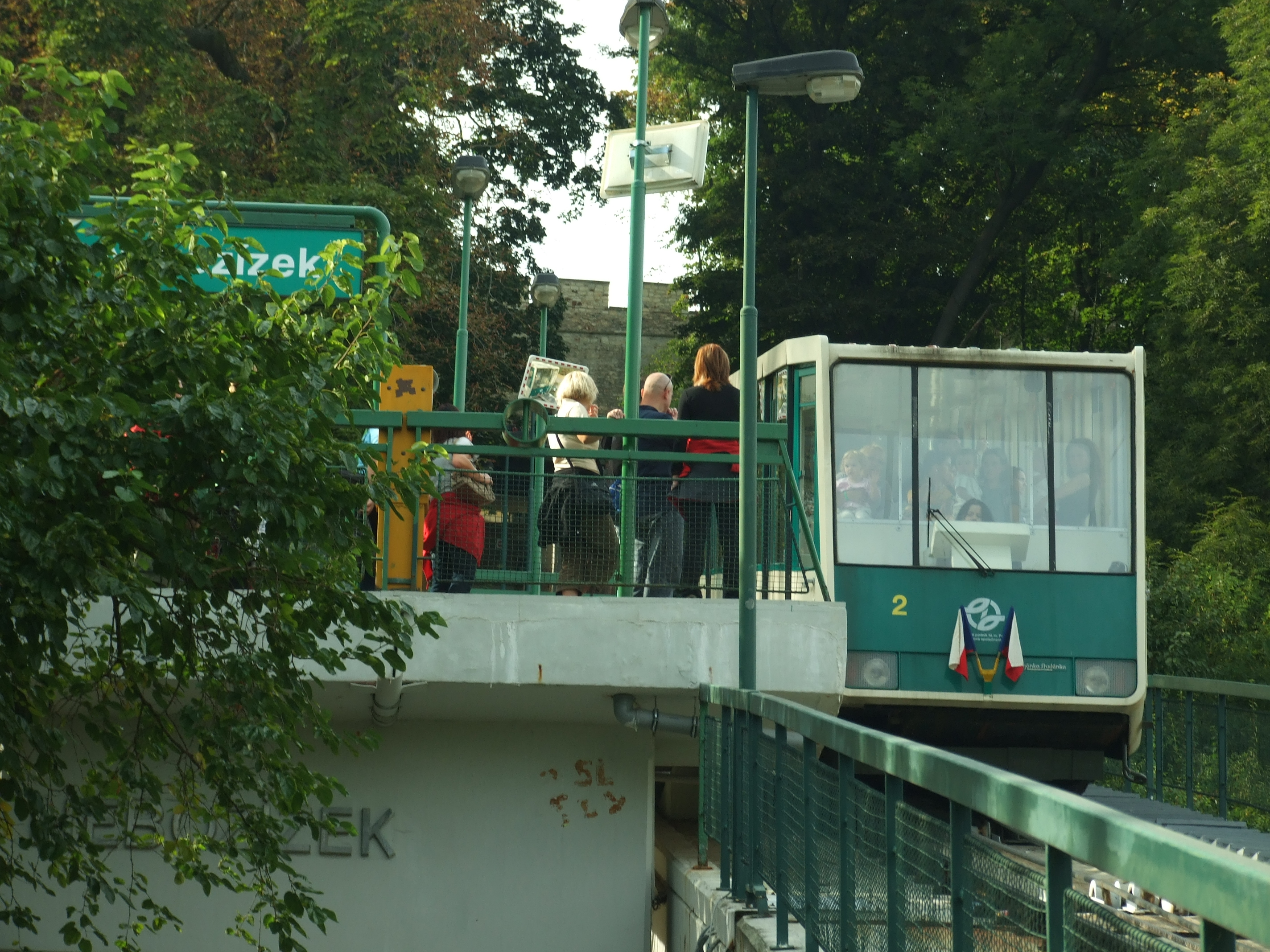
Cestující nastupují do vozu ve stanici Nebozízek

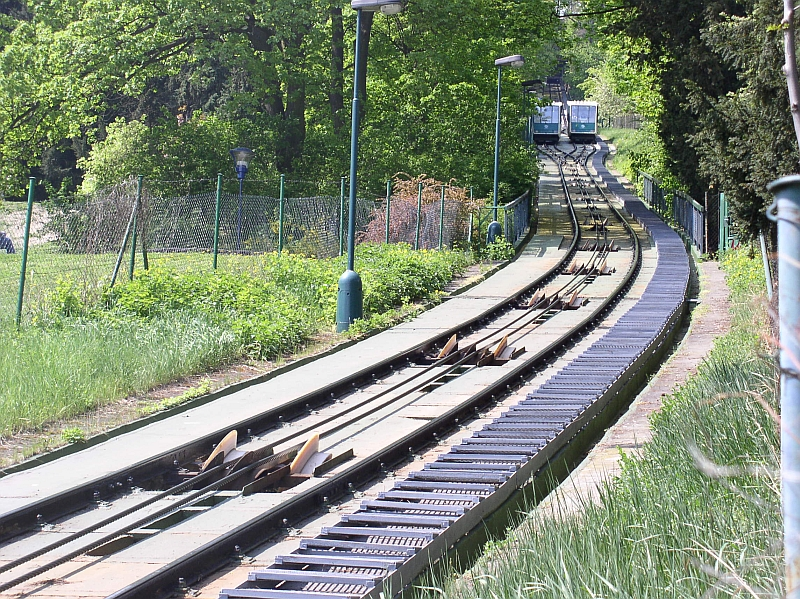
Směrový oblouk v horní části trati

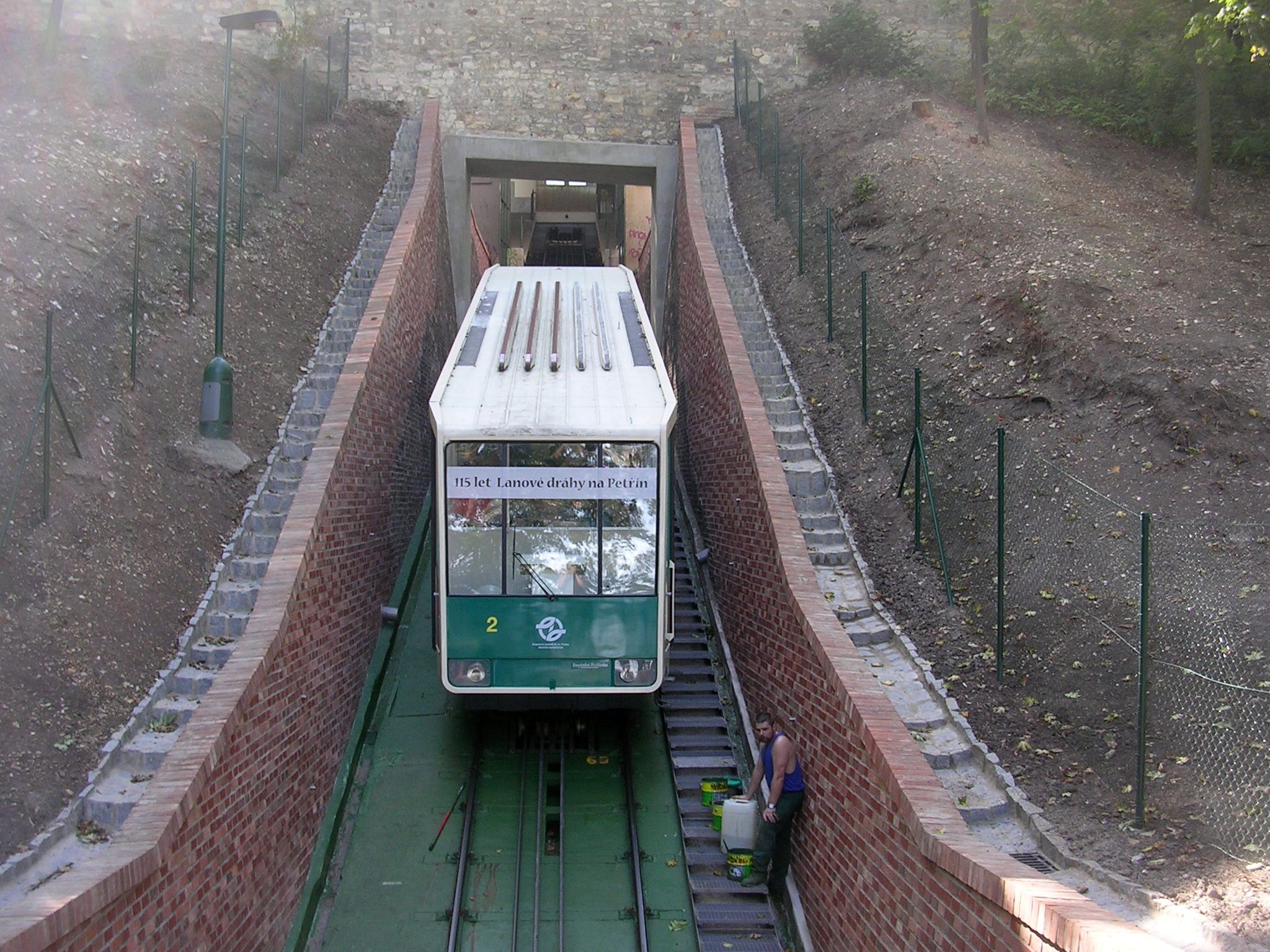
Průjezd vozu Hladovou zdí do stanice Petřín-LD. Natěrač obnovuje zelený nátěr žlabů u trati

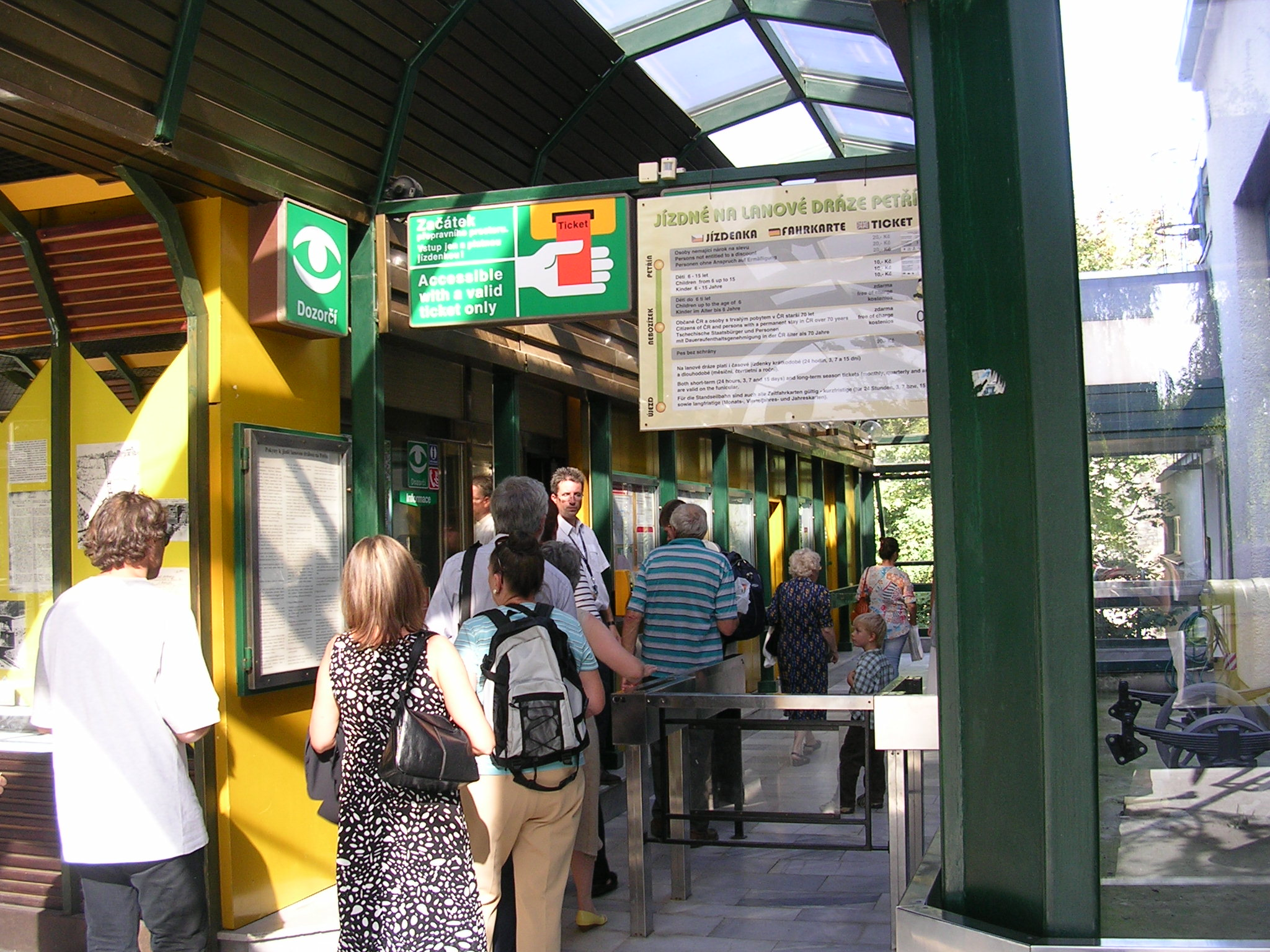
Vstupní hala stanice Petřín-LD

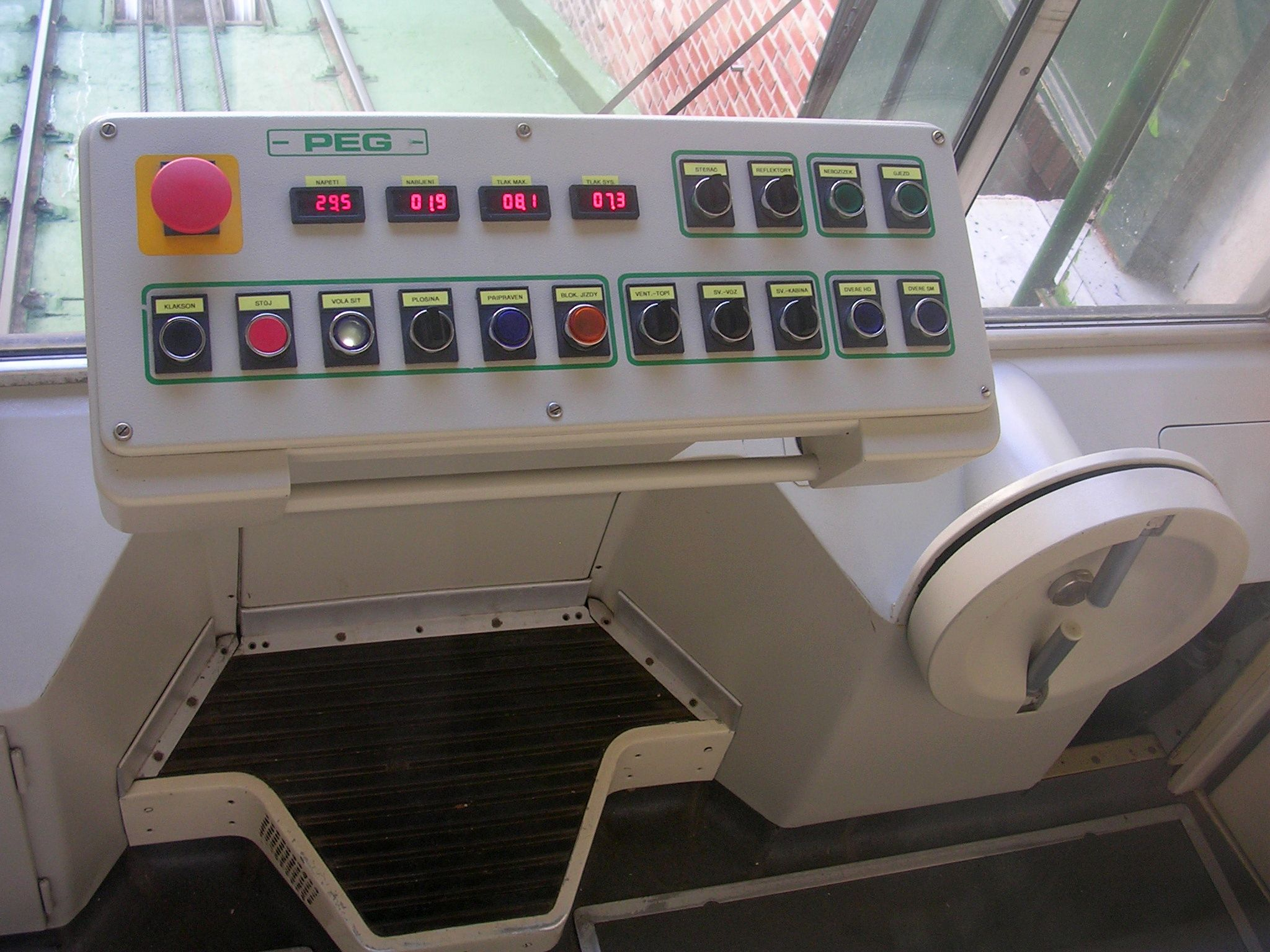
Ovládací stanoviště ve voze

Stavba lanovky byla zahájena v roce 1891. Provoz byl v celém jejím dosavadním vývoji třikrát dlouhodobě přerušen a dráha prošla dvojí velkou rekonstrukcí. Historie této vyhledávané pražské atrakce by se tedy dala rozdělit na čtyři samostatná období.

### První období (1891–1921)
V prvním období lanovku navrhlo, postavilo a provozovalo Družstvo rozhledny na Petříně, společnost s ručením omezeným, které vzniklo především z iniciativy Vratislava Pasovského, který byl zvolen i prvním předsedou správní rady družstva, a Viléma Kurze. Ti se roku 1889 zúčastnili výpravy 363 českých turistů do Paříže. Účastníci této výpravy byli natolik uchváceni Eiffelovou věží, že se rozhodli postavit na Petříně rozhlednu podobného typu. Za tímto účelem vložili část výtěžku z této výpravy do fondu pro zbudování rozhledny. Krátce po vyhotovení návrhu rozpočtu a umístění rozhledny na Petříně uveřejnil v lednu 1890 Dr. Kurz v listě Politika fejeton, kde popisoval Prahu v době Jubilejní výstavy. V tomto fejetonu se již cestovalo k rozhledně lanovou dráhou.
Stavba lanovky začala v únoru 1891 na základě návrhu z roku 1890. Lanovka měla zajistit k rozhledně vhodné dopravní spojení. Rozhledna i lanovka byly budovány u příležitosti Jubilejní zemské výstavy, současně byla budována i nová pozemní lanovka na Letnou.
Dva vozy, vyrobené firmou Ringhoffer, byly na hotovou trať dopraveny postupně 6. července a 10. července (podle jiných zdrojů 7. a 9. července) roku 1891 a 13. července byla vykonána první zkušební jízda. Úřední komise vykonala technicko-policejní zkoušku 25. července téhož roku a již ve tři hodiny odpoledne téhož dne byla zahájena pravidelná doprava cestujících.
V době svého vzniku měla lanovka jinou podobu než dnes. Horní stanice byla umístěna poblíž zahrady Nebozízek, mezistanice neexistovala. Dolní stanice se nacházela v jiné poloze. Vagony byly taženy systémem vodní převahy. Nádrž vagonu, který byl právě v horní stanici, byla naplněna vodou a díky tomu bylo vozidlo těžší než vozidlo v dolní stanici, které bylo tímto vozidlem vytaženo. Nádrž vagonu byla napájena z nevyužívané petřínské vody ze štoly za Nebozízkem.
Jízda po trati dlouhé 396,5 m trvala 6 minut. Za cestu nahoru zaplatili cestující v roce 1891 12 krejcarů, za jízdu dolů 6 kr. a za zpáteční jízdenku 15 kr. Během následujících let se ceny měnily. Lanovka jezdila po celý rok, v zimních měsících v polovině 90. let jen o víkendech a během zimy 1895/1896 vůbec, protože velké mrazy způsobovaly problémy s vodou. Provoz lanovky probíhal beze změny až do první světové války, vyskytly se ale návrhy na její elektrifikaci, neboť provoz na vodní převahu byl drahý a několikrát byl kvůli nedostatku vody přerušen. Provoz lanovky byl zřejmě zastaven v roce 1914. Po ukončení války byla zřejmě v provozu v letech 1919 a 1920, konec její existence pravděpodobně způsobil nedostatek vody v roce 1921 a výpověď smlouvy s vodárnami. Dráha postupně zarůstala travou a vozy stály nehnutě v obou stanicích několik let a postupně chátraly.

#### Technický popis
Trať byla dlouhá 396,5 m, její průměrný sklon činil 267 ‰ (maximální 295 ‰) a překonávala výškový rozdíl 102,2 m. Ve své době šlo o nejdelší dráhu tohoto typu v Rakousku-Uhersku. Tvořily jí tři kolejnice o rozchodu 1000 mm, uprostřed dráhy se nacházela výhybna o délce 68 m. Jako jeden z bezpečnostních prvků byla použita Abtova ozubnice. Ocelové lano sestávalo ze 16 pramenů po sedmi drátech na konopné duši. Mělo v průměru 34 mm. Hlavní kladka, která byla po obvodu vyložena dřevem, aby lano netrpělo třením, měla v průměru 2,8 m.
Vozy o čtyřech oddílech, vyrobené firmou Ringhoffer, měly maximální obsaditelnost 50 osob. Vozy byly 6 m dlouhé a 2 m široké. V jejich spodní části byla umístěna nádrž na vodu.

### Druhé období (1932–1965)
Dne 2. března 1931 byla dosud nefunkční lanová dráha převedena do majetku Elektrických podniků hlavního města Prahy. Z důvodu chystaného všesokolského sletu na rok 1932 musela být lanovka pro plnění vážnější přepravní funkce elektrifikována, na obou koncích prodloužena (na Petříně až za Hladovou zeď) a v dolní části též částečně přeložena.
Projektovou dokumentaci nabídly dvě firmy. Akciová společnost dř. Škodovy závody v Plzni ve spolupráci s Ing. H. H. Peterem z Curychu a Českomoravská-Kolben-Daněk s firmou Pohlig ze Švýcarska. Projekty si byly dost podobné v traťovém vedení. Škodovka ale např. chtěla pro dolní stanici stávající barokní dům (č. p. III–412) zbourat a postavit novou budovu, ČKD ji naopak chtěla využít jako dolní stanici. Nakonec byl dne 30. října 1931 schválen návrh ČKD.
Stavba nové lanovky, na níž se podíleli výhradně pražští dělníci, začala 4. listopadu 1931. Byly zbořeny obě původní stanice dráhy, demontovány kolejnice a rozebrány vozy. Dva nové vozy, opět vyrobené společností Ringhoffer, byly na dráhu usazeny 3. a 10. května 1932. Na přelomu května a června probíhaly zkušební jízdy, po nich úspěšná technicko-policejní zkouška a 5. června 1932 byl zahájen pravidelný provoz. Mezilehlá stanice Nebozízek-LD byla zprovozněna přibližně o měsíc později, 9. července. Lanovka jezdila celoročně, jízda trvala asi 4,5 minuty bez zastavení na Nebozízku. Provoz dráhy byl dočasně zastaven jak za mobilizace na podzim 1938 (cca jeden měsíc), tak i na konci války v roce 1945 (cca čtyři měsíce). Po válce probíhaly opravy tratě, budov a výměny tažného lana většinou před spartakiádami, kdy se očekával nápor cestujících.
Dne 7. června roku 1965 došlo na Petříně vlivem dlouhotrvajících dešťů k sesuvu půdy a následkem toho bylo narušeno těleso lanovky (první varovnou zprávu o špatném stavu opěrných zdí vydalo oddělení stavební a elektrotechnické údržby Dopravního podniku hl. m. Prahy již v roce 1961). Provoz byl okamžitě zastaven a 11. června 1965 byl vydán příkaz k zabezpečovacím pracím. Dopravní podnik počítal s tím, že díky havarijnímu stavu trati dojde k velké rekonstrukci petřínské lanovky a dodávce nových vozů. Proto již na podzim 1965 zůstaly v obou stanicích jen podvozky obou vozů (které měly být použity pro nové vozy) a vozové skříně byly zlikvidovány. O dva roky později došlo na svahu k velkému sesuvu půdy a k poškození tělesa lanovky. Z bezpečnostních důvodů musela být z vozů odpojena brzdná lana i tažné lano. Lanová dráha tak upadla v zapomnění a bylo jisté, že obnova nebude snadnou záležitostí. Dobrovolníci však dlouhá léta v naději, že bude lanovka jednou obnovena, udržovali podvozky, strojní a elektrické vybavení v bezvadném technickém stavu.

#### Technický popis
Trať byla dlouhá 511 m a překonávala výškový rozdíl 130,45 m při maximálním sklonu 298 ‰. Rozchod kolejí byl nově 1435 mm, trať byla dvoukolejnicová (jednokolejná, na rozdíl od předchozí tříkolejnicové konstrukce) s výhybnou s Abtovými výhybkami uprostřed. Zvláštností tratě bylo použití brzdicích lan systému Pohlig (první na světě), takže namísto obvyklých dvojic kladek jsou použity čtveřice. Zatímco tažné lano prochází strojovnou a na jeho koncích jsou zavěšeny vozy, brzdicí lana jsou ve strojovně zakončena na bubnech s brzdou a za normálních okolností leží na kladkách v celé délce trati. Projíždějící vůz je na spodku opatřen systémem kladek, který brzdicí lano přizvedává a vede mezi kleštinami nouzové brzdy. V případě utržení vozu z tažného lana se vůz zachytí brzdicího lana a brzda v horní strojovně jej zabrzdí. Tento systém byl použit pravděpodobně z důvodu velkého sklonu trati a následných obav z nedostatečného účinku klasické nouzové brzdy, která se zachytává kolejnic.
Vozy byly 12000 mm dlouhé, 2468 mm široké a 3400 mm vysoké. Kola na jedné straně vozů měla oboustranné okolky, na druhé měla podobu hladkých válců z důvodu použití Abtových výhybek. Vozy měly čtyři oddělení a dvě uzavřené plošiny, kam se dohromady vešlo 35 sedících a 70 stojících cestujících. Na střeše měly tři dvojité sběrače proudu pro osvětlení, topení, pohon kompresoru a automatické řízení. Rychlost byla 4 m/s.
Strojovna poháněla oba vozy spojené mezi sebou lanem na elektrický pohon, řízený automaticky pomocí Ward Leonardova soustrojí. Elektromotor o napětí 3000 V byl třífázový a poháněl napájecí dynamo pro pohon motoru lanovky o napětí 500 V, výkonu 150 kW a otáčkách 750/min. Hnací motor poháněl pomocí ozubených převodů dvoudrážkový kotouč, kolem něhož a protikotouče bylo omotáno dvakrát tažné lano. Kromě toho obsahovala strojovna i zařízení nouzové brzdy.
Provoz byl plně automatický. Jen obsluhy v obou vozech musely současně stisknout spouštěcí tlačítka. Lanovka se dala také řídit ručně z velínu strojovny. Pro zastavování byly určeny tři brzdy.

### Třetí období (1985–2024)
V roce 1981 bylo po rozsáhlých sanacích petřínského svahu (mimo jiné se tehdy jednalo také o obnovu starých odvodňovacích štol pod Petřínem, které odvádějí přebytečnou vodu do Vltavy a zabraňují nežádoucím sesuvům půdy) městskými orgány rozhodnuto o obnovení lanové dráhy. Stavba byla zahájena v lednu 1983. Charakter lanovky zůstal nezměněn v celém jejím rozsahu, změnily se jen vozy. Kolejový svršek byl úplně obnoven, střední sesutá část původního tělesa byla překlenuta monolitickou mostní konstrukcí. Ta byla uložena na podpěrách založených na mikropilotách, jež dosahovaly až na úroveň nezvětralé horniny svahu. Pečlivě bylo zkontrolováno původní technické zařízení, hnací soustrojí a zabezpečovací zařízení. Oba nové vozy byly do Prahy dovezeny 7. února 1985 a druhý den nakolejeny na trať. 17. dubna byly zahájeny zkoušky a 9. května 1985 byl zahájen zkušební provoz bez cestujících v plném provozním rozsahu. Slavnostní zahájení pravidelného provozu se uskutečnilo 15. června 1985. 19. července téhož roku byla zprovozněna mezilehlá stanice Nebozízek-LD. Lanovka jezdila celoročně, jízda trvala 3 minuty (se zastavením na Nebozízku).
Dráha v tomto provedení fungovala do 13. září 2024, kdy byl její provoz od 18:00 hodin preventivně přerušen z důvodu nepříznivé předpovědi počasí s očekávanými extrémními srážkami a s ohledem na nestabilitu petřínského svahu a problémové odvodnění lanovky. Po skončení krizové situace dopravní podnik 25. září 2024 oznámil, že dráha byla srážkami poškozena natolik, že je bez oprav ve výši 12–15 milionů korun, které by trvaly 1–1,5 měsíce, nesjízdná, neboť došlo na více místech k podemletí tratě. Vzhledem k dlouhodobě plánované komplexní rekonstrukci lanovky, která má začít na jaře 2025, bylo rozhodnuto, že do té doby již nebude zprovozňována.
Přípravné práce na rekonstrukci započaly koncem roku 2024 a dne 19. března 2025 byly oba vozy LD odstraněny. Jeden z vozů bude umístěn v pražském Muzeum MHD, druhý v Národním technickém muzeu.
Ve stanicích Petřín-LD a Újezd-LD je stejně jako v pražském metru použito písmo Metron pro označení stanic za kolejištěm.

#### Technický popis
Trať a pohonný a brzdicí systém zůstaly stejné jako na lanovce z roku 1932, změnily se pouze oba vozy, dodané národním podnikem Vagónka Studénka ve spolupráci s vagónkami v Popradu a České Lípě a pražského Výzkumného ústavu kolejových vozidel. Jejich podvozková část byla vyrobena s využitím částí podvozků vozů z roku 1931.
Vozy byly 12 100 mm dlouhé, 2 400 mm široké a mají 25 míst k sezení a 75 ke stání. V čelních kabinách bylo stanoviště obsluhy. Motor pohonu byl napájen přes transformátor a polovodičový měnič, původní Ward-Leonardovo soustrojí je zachováno jako záložní zdroj. Na podzim 2018 byl instalován nový řídící systém, díky kterému vozy dojížděly do stanic rychleji a plynuleji.
Délka lanové dráhy je 510,4 m, převýšení 130,45 m a maximální sklon 295,7 ‰. Rozchod kolejí činí 1435 mm, maximální rychlost 4 m/s, na výhybkách 3 m/s.

#### Další opravy
V červnu 1994 byl při kontrole mostní konstrukce u stanice Nebozízek-LD zjištěn velmi špatný stav izolací, což mělo za následek zatékání do samotné konstrukce mostu a zrezivění jeho dilatačních ložisek a znemožnění pohybu polí. Následkem toho došlo k roztržení pilířů podepírajících most i zastávku. Kvůli tomu musel být 1. dubna 1996 zastaven provoz. Během opravy byly zjištěny i další závady způsobené nekvalitní prací. Po všech zjištěných závadách a jejich následných opravách byla lanovka dána do provozu 4. srpna téhož roku.
Od 5. června do 2. září 2006 byl provoz přerušen z důvodu oprav opěrných zdí, rekonstrukce mostku u dolní stanice a dalších oprav. V letech 2015–2016 byl nahrazen jeden most. V roce 2018 diagnostická studie, na které se podíleli také odborníci z ČVUT, potvrdila postupně se zhoršující technický stav tratě kvůli nekvalitnímu podloží a nefunkčnímu odvodnění. Podle studie je životnost tratí i vozů lanovky maximálně 4 až 5 let.

### Čtvrté období
Hlavní město Praha a Dopravní podnik hl. m. Prahy 5. ledna 2021 oznámily, že chystají designovou soutěž na novou podobu vozů, které měly být dle jejich oznámení hotové do konce roku 2023, a že současně má proběhnout i rekonstrukce dráhy, kvůli které měl být provoz asi na 8 měsíců přerušen, z toho 6 měsíců bylo počítáno na vlastní rekonstrukci a 2 měsíce na „rozježdění“ nových vozů. Náklady na rekonstrukci tratě a nákup nových vozů byly odhadnuty na zhruba 210 milionů Kč. Stávající vozy z roku 1985 byly postaveny na zrepasovaných podvozkových rámech z Ringhofferových závodů z roku 1931 a jejich životnost výrobce odhadoval na zhruba 20 let. Rámy vozů byly zkroucené. Svah Petřína ujíždí o milimetry ročně, a tím narušil drážní těleso, z něhož se například uvolňovaly pražce. Podle vedoucího provozu tramvají drážní těleso celkově nebylo v kondici a bylo v tom okamžiku dožité, bylo potřeba udělat celé podloží a odvodnění, aby byla celá stavba stabilizována. V rámci rekonstrukce má být dosavadní systém nouzové brzdy „na lano“, který již od roku 1960 žádný výrobce nevyrábí, nahrazen nouzovou brzdou „na kolejnici“, která se u moderních pozemních lanovek používá. Má být také zlepšena bezbariérová přístupnost lanovky. Vodící kladky pro tažné lano mají být přeuspořádány tak, že se zjednoduší a zlepší odvod vody z tratě a nebude nadále nutné provádět složitý servis, kontroly a výměny brzdných lan, jejích vodicích kladek a dalších návazných zařízení. Systém lanovky a výhybek zůstane stejný. Stávající pohon dráhy bude pouze repasován. Nové těleso dráhy po rekonstrukci by podle vedoucího provozu tramvají mělo vydržet dalších 30–40 let. Nové vozy nemohou být těžší než dosavadní, ale protože mohou být vyrobeny z lehčích materiálů, může být zvýšena jejich kapacita.
V září 2022 oznámil dopravní podnik, že vítězem mezinárodní designérské soutěže na vzhled nových vozů lanovky je studio Anna Marešová Designers. Soutěž na dodání dvou vozů vyhrála společnost Doppelmayr, s níž dopravní podnik podepsal smlouvu za 137,7 milionů korun v srpnu 2023. V prosinci 2023 vydal pražský magistrát společné povolení (v rámci společného územního a stavebního řízení) pro přestavbu dráhy. V červenci 2024 vypsal dopravní podnik soutěž na rekonstrukci lanovky.
Komplexní rekonstrukce lanové dráhy má začít v březnu 2025 a trvat rok. Půdorysné a výškové řešení dráhy má být zachováno s optimalizací nivelety. Má dojít k úplnému odstranění stávajícího drážního tělesa až rostlou zeminu a vybudování nového na monolitické deskové železobetonové nosné konstrukci, provedeno má být nové založení (hlubinné základy formou pilotové stěny) a nové odvodnění. Mají být opraveny dva kamenné klenuté mosty a most na Nebozízku.

## Rozsah provozu
Lanová dráha jezdila denně od 9 hodin do přibližně 23:30 hodin, interval se podle denního a ročního období měnil od 10 do 15 minut. Každý rok, obvykle v dubnu a v září, bývá na několik týdnů provoz přerušen z důvodu pravidelných revizí.
Od 1. července 2010 byla zkušebně povolena přeprava jízdních kol, která je od 2. ledna 2011 trvale zakotvena ve Smluvních přepravních podmínkách PID.

## Jízdné
Do 1. srpna 2021 platil na lanovce běžný tarif Pražské integrované dopravy, cestovat tedy šlo na předplatné kupony a veškeré krátkodobé jízdné. Základní půlhodinová jízdenka stála pro dospělé 24 Kč, pro děti 6 až 15 let a důchodce 12 Kč. Od 1. srpna 2021 na lanovce platily speciální nepřestupní jízdenky, kdy jedna jízda stála 60 Kč. Jízdenky integrované dopravy na 30 a 90 minut nebyly uznávány, ovšem dlouhodobé kupóny a jízdenky na 24 a 72 hodin platily.